# Зелігенштадт
Зелігенштадт (нім. Seligenstadt) — місто в Німеччині, знаходиться в землі Гессен. Підпорядковується адміністративному округу Дармштадт. Входить до складу району Оффенбах.
Площа — 30,85 км2. Населення становить 21 226 ос. (станом на 31 грудня 2020).